# جميلة باي
جميلة باي (بالإنجليزية: Jamila Bey)‏ هي صحفية أمريكية، ولدت في 1976.